# Саксонов, Павел Петрович
Па́вел Петро́вич Саксо́нов (29 августа 1911 — 9 декабря 1993) — советский профессор, член-корреспондент АМН СССР (РАМН).
Почётный член ряда зарубежных научных обществ, один из крупнейших советских радиационных фармакологов, один из основателей в 1960 году и первый директор отдела радиобиологических исследований НИИ Авиационной и Космической медицины (Москва), автор и соавтор ряда научных работ и статей, явившихся важными вехами в развитии отечественной космической медицины и обеспечения безопасности космических полётов. Известен также, как автор исследований по истории открытия и применения различных медицинских препаратов. В частности, в работе «К истории открытия и изучения адреналина» доказал русский приоритет (Цибульский, 1891), несмотря на устоявшееся мнение о том, что приоритет принадлежит Японии (Такамине, 1900).
Во время Великой Отечественной войны Павел Петрович вместе с женой Галиной были военными хирургами в блокадном Ленинграде.
Захоронен Саксонов П. П. в Москве на Митинском кладбище.

Вместе с Павлом Петровичем захоронен прах его жены Галины, сына Николая и дочери Зои.